# Пхальгонсан
Пхальгонса́н (кор. 팔공산, 八公山, Palgong-san, P'algong-san) — гора на юго-западе Южной Кореи, лежащая на периферии хребта Тхэбэксан. Расположена на границе города Тэгу и провинции Кёнсан-Пукто (включая уезды Чхильгок, Кунви, Йончхон и город Кёнсан). Высота — 1193 метров над уровнем моря.
На горе расположено несколько исторических и культурных достопримечательностей, включая старые буддистские храмы периода Силла, такие как Тонхваса и Грот Трёх Будд в Кунви (входит в список национальных сокровищ Кореи под номером 109). В 927 году здесь состоялась битва на Горе Кон между силами Хупэкче и Корё.
Главная природная достопримечательность горы — каменная структура Катбави, получившая название по традиционной корейской шляпе кату.
Некоторые части горы были признаны парком местного значения в 1980 году.